# Adam Scott

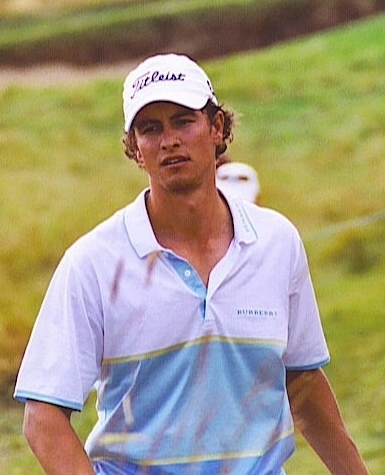
Adam Scott

Adam Scott, född 16 juli 1980 i Adelaide, är en australisk professionell golfspelare som i huvudsak spelar på PGA Tour. Scott har vunnit flera tävlingar världen runt, och har som bäst varit rankad världsetta enligt den officiella världsrankingen. Han har varit rankad världsetta i elva veckor under sommaren 2014, men har varit rankad top-10 i världen under totalt 423 veckor.
I april 2013 vann Scott sin första och hittills enda majortävling, när han besegrade Ángel Cabrera i ett särspel i US Masters, vilket gjorde honom till den första australiensaren att vinna mästerskapet.

## Biografi

### Första åren
Scott vann Australian Boys' Amateur Championship, landets främsta juniortävling, 1997 och 1998. Han började spela på Europatouren, samt ett fåtal tävlingar på PGA Tour, år 2000. Han övergick samma år till att bli proffs, och hans spel under säsongen räckte för att säkra spelrättigheterna (det s.k. "tourkortet") på Europatouren för 2001 års säsong. Scott inledde 2001 med att vinna Alfred Dunhill Championship i Sydafrika, och han placerade sig top-3 ytterligare fyra gånger under säsongen. Under säsongen 2002 vann Scott Qatar Masters, och senare mot hösten även Scottish PGA Championship på Gleneagles med 10 slag över tvåan Raymond Russell.
Scott tog sig 2003 till semifinalen av WGC-Accenture Match Play Championship, där han förlorade mot Tiger Woods som senare vann tävlingen. I augusti 2003 vann Scott sin fjärde tävling på Europtouren, denna gången på Barsebäck GCC och Scandinavian Masters. Scott vann en månad senare Deutsche Bank Championship, vilket blev hans första seger på PGA Tour. I slutet av året deltog han för första gången i Presidents Cup, där han representerade det Internationella laget.

### 2004–2007
Under 2004 års säsong pendlade Scott mellan Europatouren och PGA Tour, och i mars det året kom hans dittills största seger i karriären när han vann The Players Championship. Scott var vid segern 23 år gammal, vilket gjorde honom till den yngsta segraren av tävlingen någonsin. 2017 blev dock den 21 år gamla Kim Si-woo den yngsta spelaren att vinna tävlingen. Tre månader efter segern vann Scott sin tredje tävling på PGA Tour, i och med segern i Booz Allen Classic. Den 15 augusti 2004 rankades Scott för första gången top-10 i världen.
Tidigt 2005 vann Scott Nissan Open, men på grund av kraftig nederbörd förkortades tävlingen till 36 hål. Han var då i delad ledning med Chad Campbell, och de spelade ett särspel vilket Scott vann på det första särspelshålet. Men på grund av att tävlingen enbart spelades över 36 hål så har inte segern erkänts som en officiell vinst på touren. Scott vann några månader senare Johnnie Walker Classic i Kina, vilket blev hans femte seger på Europatouren. Han vann även Singapore Open samma säsong.
Under 2006 års säsong började Scott allt mer spela på PGA Touren, och i slutet av säsongen vann han The Tour Championship och slutade på en tredjeplats i PGA Tour-säsongens penningliga. Den följande säsongen inledde han med en andraplats i säsongens inledningstävling Mercedes Benz Championship på Hawaii. Två månader senare vann han Houston Open, vilken blev hans femte PGA Tour-seger. Han fortsatte att prestera bra golf resten av säsongen, och slutade på 12:e plats i FedEx Cup-rankingen.

### 2008–2012
Under 2008 spelade Scott fler tävlingar än tidigare på Europatouren, och han inledde säsongen med att vinna Qatar Masters, efter en avslutande runda på elva under par och med tre slag över tvåan Henrik Stenson. Ett par månader senare vann Scott EDS Byron Nelson Championship, efter ett särspel mot Ryan Moore. Särspelet inleddes med att båda spelarna gjorde par på de två första hålen, och sedan sänkte Scott en över 14 meter lång putt för birdie och seger. Inför US Open var Scott rankad världstrea och blev då ihopparad med världsettan Tiger Woods och världstvåan Phil Mickelson under de första 36 hålen. Han avslutade 2008 på en 47:e plats på FedEx Cup-rankingen.

Spelformen för Scott infann sig inte under 2009, och han föll till en 39:e plats på världsrankingen vid årsslutet efter att ha placerat sig top-5 i endast tre tävlingar, och fem gånger top-10. Hans bästa placering var en andraplats i Sony Open in Hawaii i januari.

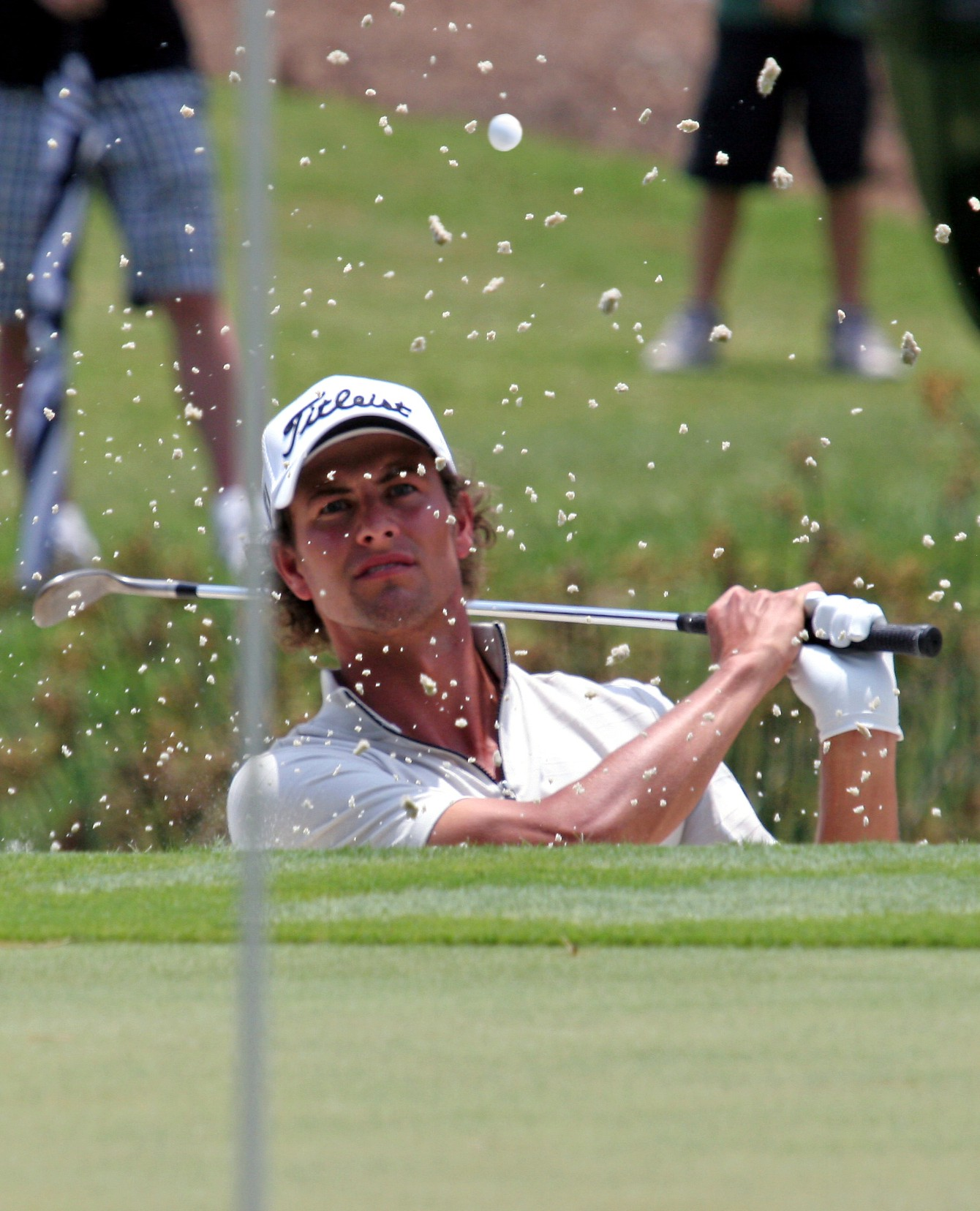

I maj 2010 vann Scott Valero Texas Open och sin sjunde tävling på PGA Tour. Han kvalificerade sig till slutspelstävlingen The Tour Championship i Atlanta, där han slutade på en 27:e plats. Han vann även Singapore Open i november för tredje gången i sin karriär, vilket blev hans sjunde seger på Europatouren.
Efter en sjätteplats i WGC-Cadillac Championship i mars 2011, så slutade Scott på sin dittills bästa placering i en majortävling efter att ha placerat sig delad tvåa i US Masters tillsammans med Jason Day. Steve Williams, Tiger Woods dåvarande caddie, gick åt Scott under US Open 2011 eftersom Woods var skadad och inte kunde delta, och efter det att Woods avskedade Williams blev han Scotts permanenta caddie. Scott vann senare i augusti WGC-Bridgestone Invitational efter en bogeyfri avslutande runda på 65 slag, och segern blev hans första i en WGC-tävling. I november samma år representerade han det internationella laget i Presidents Cup.
Under 2012 placerade sig Scott på en 8:e plats i US Masters och en 15:e plats i US Open. Inför årets Open Championship slutade han på en tredjeplats i AT&T National. Han var nära att vinna sin första majortävling på Royal Lytham & St Annes Golf Club och 2012 års Open Championship när han ledde mästerskapet med ett slag efter första tävlingsdagen. Inför söndagens sista runda ledde han med fyra slag över tvåorna Brandt Snedeker och Graeme McDowell.
Scott gjorde birdie på det 14:e hålet under sista rundan, vilket gav honom en ledning med fyra slag med fyra hål kvar att spela. Han gjorde sedan bogey på hål 15 och 16, och medan han spelade det 17:e hålet, så gjorde Ernie Els birdie på det 18:e för att bli ledare i klubbhuset på sju under par och ett slag bakom Scott. En tredje bogey i rad gjorde att Scott och Els var i delad ledning med ett hål kvar att spela. Utslaget på det 18:e hamnade i en fairwaybunker vilket gjorde Scott tvungen att pitcha fram sig i sidled, och efter det tredje slaget hade han en tremeters putt för par och särspel. Han missade putten och Els vann mästerskapet.
I november senare samma år vann Scott Australian Masters.

### 2013–2014
Scott inledde 2013 med en delad 10:e plats i Northern Trust Open, och sedan en tredjeplats i WGC-Cadillac Championship. Hans största seger i karriären kom månaden därefter i US Masters.

#### Första majorsegern
Scott, som startade den sista rundan ett slag efter ledningen, var efter en birdie på det 72:a hålet i ensam ledning i klubbhuset. Ángel Cabrera, 2009 års Mastersvinnare, gick i ledarbollen och var inför hål 18 ett slag efter Scott. Cabrera lyckades även han göra birdie på det 72:a hålet för att dela ledningen på nio under par och tvinga ett särspel. Båda spelarna gjorde par på det första särspelshålet (18), och på det andra särspelshålet (10) missade Cabrera sin birdieputt. Kvar stod Scott med en fyrametersputt för birdie och seger, vilken han sänkte. Hans seger flyttade upp honom till en tredjeplats på världsrankingen.

#### Resten av 2013
Scott klarade kvalgränsen i US Open och slutade på en 45:e plats. Under årets Open Championship ledde han på söndagens avslutande runda på två under par med endast nio hål kvar att spela, men likt 2012 års upplaga gjorde han fyra raka bogeys på hålen 13-16 och slutade på en delad tredjeplats. Senare under årets PGA Championship placerade han sig på en delad femteplats på fem under par. Under FedEx Cup slutspelets första deltävling, The Barclays, avslutade han med en 66-runda för att vinna tävlingen med ett slag över fyra spelare. Vinsten gjorde att han klättrade till en andraplats på världsrankingen.

#### 2014 och världsetta
Scott inledde säsongen med en sjätteplats i Hyundai Tournament of Champions, och veckan därpå slutade han delad åtta i Sony Open in Hawaii. Tio veckor senare inledde han Arnold Palmer Invitational med 62 slag och tangerat banrekord. Men med en avslutande runda på 76 slag slutade han på tredjeplats. Den 18 maj 2014 blev han rankad som världens bästa golfspelare enligt den officiella världsrankingen. Han slutade säsongen på 12:e plats i FedEx-rankingen.

### 2015–2017
Under 2015 spelade Scott sin första tävling i vecka 10 och WGC-Cadillac Championship, där han slutade på en fjärdeplats. Topplaceringen följdes av några missade kvalgränser och sämre placeringar, för att sedan i US Open på Chambers Bay, sluta på delad fjärdeplats på tre under par och två slag efter Jordan Spieth. Scott placerade sig på en 10:e plats i The Open Championship, men efter att ha missat kvalgränsen i The Barclays kvalificerade han sig inte vidare i slutspelet.
Under 2016 års säsong (sedan 2013 börjar golfsäsongen under oktober året innan), slutade Scott på en andraplats i CIMB Classic i oktober 2015. Det följdes sedan upp med en andraplats i Northern Trust Open i februari 2016, ett slag efter vinnaren Bubba Watson. Den 28 februari vann Scott sin 12:e PGA Tourseger, när han vann Honda Classic. Vinsten var även hans första med en kort putter, som han bytt till 2015. Han gjorde även en kvadrupel-bogey under lördagens runda. Veckan därefter vann Scott sin andra WGC-tävling, i WGC-Cadillac Championship och en avslutande runda på tre under par. Det var första gången i hans karriär som han vann två tävlingar i rad.
Scott meddelade i april 2016 att han inte skulle delta i OS i Rio på grund av ett redan fullt spelschema. Han slutade säsongen på en fjärdeplats i FedEx Cup-rankingen.
Under 2016–2017 års säsong noterade Scott enbart tre top-10 placeringar; en niondeplats i US Masters, en sjätteplats i Players Championship och en sjätteplats i AT&T Byron Nelson. Han slutade dock trea i Australian PGA Championship i december 2016. I september 2017 meddelade Steve Williams, Scotts deltidscaddie, att han efter 2017 inte längre skulle arbeta med Scott. Williams meddelade "He's had a job share where he's had two caddies for the last two seasons but he wants to return to one caddie next season. I'm not interested in caddying full-time any more, I've done that enough."
Scott slutade säsongen på 79:e plats i FedEx Cup-rankingen.

## Meriter

### Segrar på PGA Tour
| No. | Datum       | Tävling                               | Resultat        | Mot par | Segermarginal | Runner(s)-up                                           |
| --- | ----------- | ------------------------------------- | --------------- | ------- | ------------- | ------------------------------------------------------ |
| 1   | 1 Sep 2003  | Deutsche Bank Championship            | 69-62-67-66=264 | −20     | 4 slag        | Rocco Mediate                                          |
| 2   | 28 Mar 2004 | The Players Championship              | 65-72-69-70=276 | −12     | 1 slag        | Pádraig Harrington                                     |
| 3   | 27 Jun 2004 | Booz Allen Classic                    | 66-62-67-68=263 | −21     | 4 slag        | Charles Howell III                                     |
| -   | 21 Feb 2005 | Nissan Open*                          | 67-66=133       | −9      | Särspel       | Chad Campbell                                          |
| 4   | 5 Nov 2006  | The Tour Championship                 | 69-67-67-66=269 | −11     | 3 slag        | Jim Furyk                                              |
| 5   | 1 Apr 2007  | Shell Houston Open                    | 69-71-65-66=271 | −17     | 3 slag        | Stuart Appleby, Bubba Watson                           |
| 6   | 27 Apr 2008 | EDS Byron Nelson Championship         | 68-67-67-71=273 | −7      | Särspel       | Ryan Moore                                             |
| 7   | 16 maj 2010 | Valero Texas Open                     | 71-70-66-67=274 | −14     | 1 slag        | Fredrik Jacobson                                       |
| 8   | 7 Aug 2011  | WGC-Bridgestone Invitational          | 62-70-66-65=263 | −17     | 4 slag        | Luke Donald, Rickie Fowler                             |
| 9   | 14 Apr 2013 | Masters Tournament                    | 69-72-69-69=279 | −9      | Särspel       | Ángel Cabrera                                          |
| 10  | 25 Aug 2013 | The Barclays                          | 69-66-72-66=273 | −11     | 1 slag        | Graham DeLaet, Justin Rose, Gary Woodland, Tiger Woods |
| 11  | 25 maj 2014 | Crowne Plaza Invitational at Colonial | 71-68-66-66=271 | −9      | Särspel       | Jason Dufner                                           |
| 12  | 28 Feb 2016 | The Honda Classic                     | 70-65-66-70=271 | −9      | 1 slag        | Sergio García                                          |
| 13  | 6 Mar 2016  | WGC-Cadillac Championship             | 68-66-73-69=276 | −12     | 1 slag        | Bubba Watson                                           |

* Not: 2005 års Nissan Open blev reducerad till 36 hål p.g.a. regn. Scott besegrade Chad Campbell på det första särspelshålet. På grund av att tävlingen enbart spelades över 36 hål, är vinsten inte officiellt erkänd.

### Segrar på Europatouren
| No. | Datum       | Tävling                      | Resultat        | Mot par | Segermarginal | Runner(s)-up                         |
| --- | ----------- | ---------------------------- | --------------- | ------- | ------------- | ------------------------------------ |
| 1   | 21 Jan 2001 | Alfred Dunhill Championship1 | 67-66-65-69=267 | −21     | 1 slag        | Justin Rose                          |
| 2   | 17 Mar 2002 | Qatar Masters                | 67-66-69-67=269 | −19     | 6 slag        | Jean-François Remésy, Nick Dougherty |
| 3   | 25 Aug 2002 | Scottish PGA Championship    | 67-65-67-63=262 | −26     | 10 slag       | Raymond Russell                      |
| 4   | 3 Aug 2003  | Scandinavian Masters         | 70-71-67-69=277 | −11     | 2 slag        | Nick Dougherty                       |
| 5   | 24 Apr 2005 | Johnnie Walker Classic2      | 63-66-69-72=270 | −18     | 3 slag        | Retief Goosen                        |
| 6   | 27 Jan 2008 | Commercialbank Qatar Masters | 69-73-65-61=268 | −20     | 3 slag        | Henrik Stenson                       |
| 7   | 14 Nov 2010 | Barclays Singapore Open3     | 65-65-69-68=267 | −17     | 3 slag        | Anders Hansen                        |
| 8   | 7 Aug 2011  | WGC-Bridgestone Invitational | 62-70-66-65=263 | −17     | 4 slag        | Luke Donald, Rickie Fowler           |
| 9   | 14 Apr 2013 | Masters Tournament           | 69-72-69-69=279 | −9      | Särspel       | Ángel Cabrera                        |
| 10  | 6 Mar 2016  | WGC-Cadillac Championship    | 68-66-73-69=276 | −12     | 1 slag        | Bubba Watson                         |

1 I samarbete med Sunshine Tour.
2 I samarbete med Asien- och Australasien-tourerna.
3 I samarbete med Asientouren.

### Segrar på Asientouren
| No. | Datum       | Tävling                      | Resultat        | Mot par | Segermarginal | Runner-up     |
| --- | ----------- | ---------------------------- | --------------- | ------- | ------------- | ------------- |
| 1   | 24 Apr 2005 | Johnnie Walker Classic1      | 63-66-69-72=270 | −18     | 3 slag        | Retief Goosen |
| 2   | 11 Sep 2005 | Singapore Open               | 70-69-67-65=271 | −13     | 7 slag        | Lee Westwood  |
| 3   | 11 Sep 2006 | Singapore Open* (2)          | 70-69-66=205    | −8      | Särspel       | Ernie Els     |
| 4   | 14 Nov 2010 | Barclays Singapore Open2 (3) | 65-65-69-68=267 | −17     | 3 slag        | Anders Hansen |

* Not: 2006 års Singapore Open spelades över 54 hål p.g.a. dåligt väder. Scott besegrade Ernie Els med två slag i ett särspel över tre hål.
1 I samarbete med Europa- och Australasien-tourerna.
2 I samarbete med Europatouren.

### Majorsegrar
| År   | Mästerskap         | Efter 54 hål | Resultat        | Mot par | Segermarginal | Runner-up     |
| ---- | ------------------ | ------------ | --------------- | ------- | ------------- | ------------- |
| 2013 | Masters Tournament | 1 slag bakom | 69-72-69-69=279 | -9      | Särspel       | Ángel Cabrera |

## Lagframträdanden
- World Cup (representerade Australien): 2001, 2002, 2013 (vinst), 2016
- Presidents Cup (representerade det Internationella laget): 2003 (delning), 2005, 2007, 2009, 2011, 2013, 2015, 2017